# Palmyra, Wisconsin
Palmyra är en ort i Jefferson County i delstaten Wisconsin, USA.